# Ainara LeGardon
Ainara LeGardon (Bilbao, 1976) és una artista basca coneguda principalment per la seva aportació al rock independent i l'experimentació sonora. Combina el seu treball musical amb la docència en al camp de la gestió cultural i la propietat Intel·lectual.

## Trajectòria
Va realitzar el seu primer concert en 1991 i es va donar a conèixer amb el quartet Onion, del que era vocalista, guitarrista i compositora, fins a la seva dissolució el 2003. Amb Onion va arribar a publicar quatre treballs i a participar en la banda sonora d'Abre los ojos (1997).
El 2003 va iniciar la seva trajectòria en solitari amb In the mirror, realitzant a continuació una gira internacional. El mateix any va fundar la discogràfica Winslow Lab, dedicada a l'escena musical d'avantguarda.
Al llarg d'aquests anys ha realitzat nombroses col·laboracions amb músics com Juliol de la Rosa. Manté també un projecte en paral·lel amb Álvaro Barriouso, Archipiel, i forma part del grup multidisciplinari maDam, dedicat a la improvisació lliure.

## Discografia

### Onion
- Hawaiiquz (Jabalina, 1995)
- Between baum & wolle (Jabalina, 1997)
- Sick of you (Jabalina, 1998)
- Stand by for a disaster (Jabalina, 2000)

### Bakarka
- In the mirror (Winslow Lab, 2003)
- Each day a lie (Winslow Lab, 2005)
- Forgive me If I don't come home to sleep tonight (Winslow Lab, 2009)
- We once wished (Winslow Lab, 2011)
- Every minute (Winslow Lab, 2014)

### Colectivo maDam
- maDam en el Molino Rojo (2014)

## Obra publicada
- LEGARDON, Ainara; GARCÍA ARISTEGUI, David. SGAE: El monopolio en decadencia. Bilbao: consonni, 2016.